# یادواره

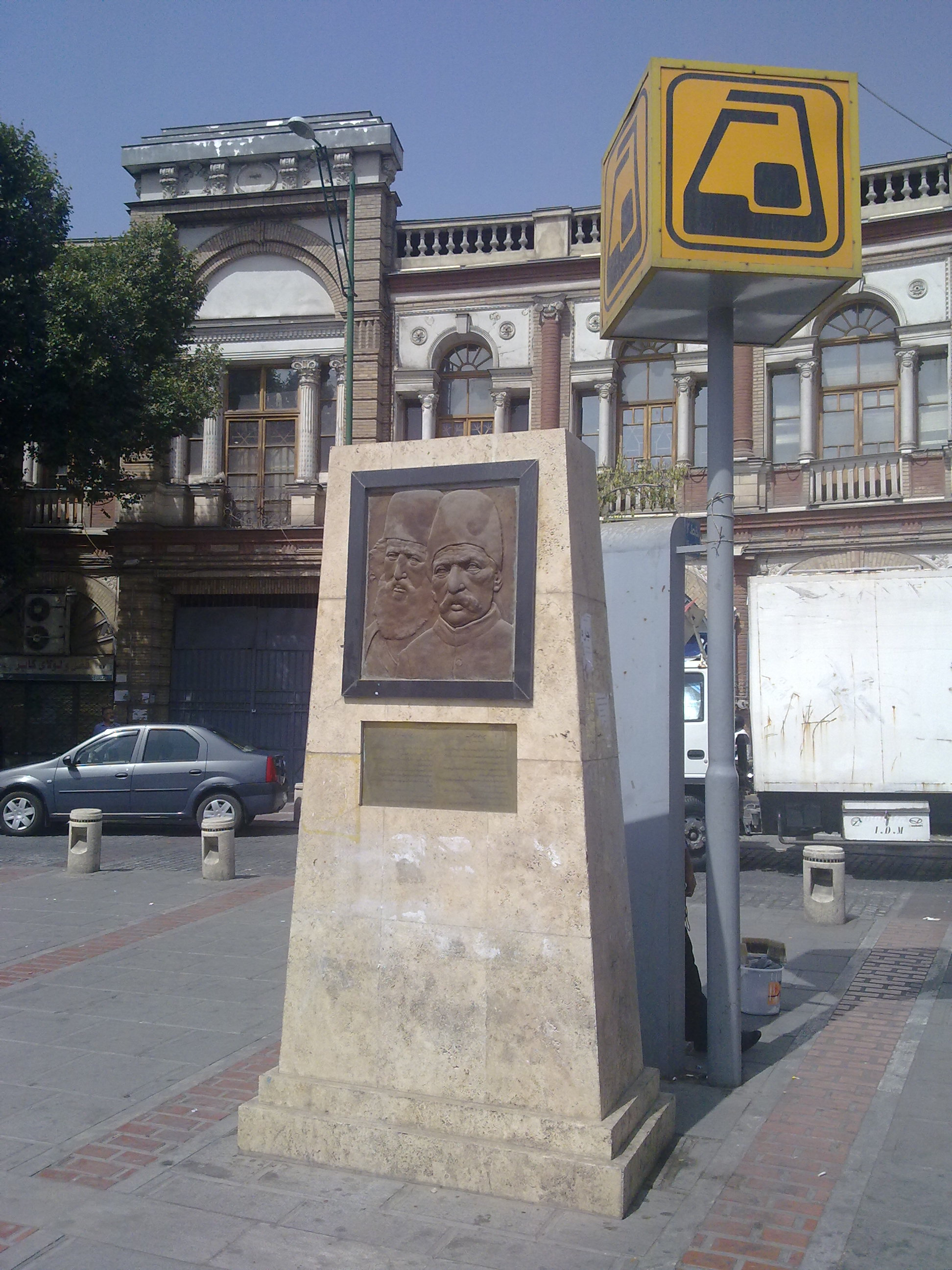
ستون یادبود میرزا محمدرضا کلهر و میرزا کوچک خان در میدان حسن‌آباد تهران

یادواره یا یادبود (به انگلیسی: Memorial؛ تلفظ: مموریال) به عنوان کانونی برای به‌یادماندن یک چیز -معمولاً شخص درگذشته یا یک رویداد- ایفای نقش می‌کند.
از جملهٔ رایج‌ترین یادواره‌ها می‌توان به زمین‌نشانه‌ها یا اشیای هنری همچون مجسمه‌ها، تندیس‌ها، یا فواره‌ها (یا حتی سرتاسر پارک‌ها) اشاره کرد. رایج‌ترین نوع یادواره، سنگ قبر است. همچنین یادواره‌های جنگی که برای بزرگداشت جانباختگان جنگ‌ها ساخته می‌شوند هم رواج دارند. به‌تازگی یادواره‌های برخط (آنلاین) رواج زیادی پیدا کرده‌اند. یادواره‌های برخط این امکان را می‌دهند که خانواده و دوستان از کشورهای مختلف با هم در تعامل باشند و خاطره‌ها و عکس‌ها را به اشتراک بگذارند.